# Андріс Корнеліс Дірк де Графф
Андріс Корнеліс Дірк де Графф (нід. Andries Cornelis Dirk de Graeff; 7 серпня 1872 — 24 квітня 1957) — нідерландський політик, шістдесят третій міністр закордонних справ, п'ятдесят сьомий генерал-губернатор Голландської Ост-Індії.

## Біографія

### Родина

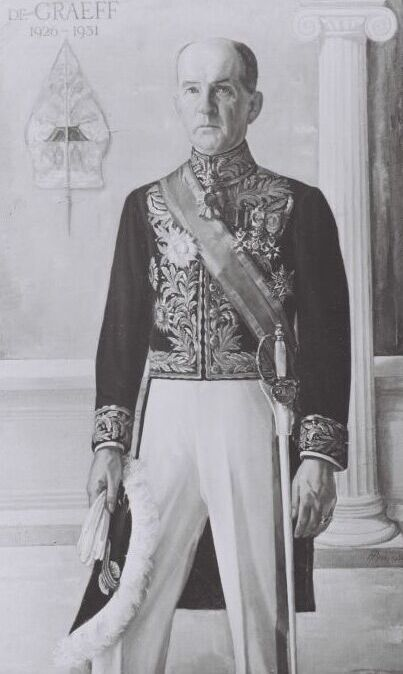
Андріс Корнеліс Дірк де Графф. Колекція Музею тропіків

Андріс Корнеліс Дірк де Графф народився в Гаазі. Він був сином Дірка де Граффа ван Польсбрука, генерального консула в Японії і Бонни Елізабети Ройер. Де Графф одружився з Кароліною Анджелікою ван дер Вейк, дочкою генерал-губернатора Карела Германа Аарта ван дер Вейка. Мав семеро дітей.

### Кар'єра
З 1890 по 1895 рік де Графф вчився в Лейденському університеті. Пізніше він переїхав до голландської Ост-Індії, де він став секретарем генерал-губернатора Іденбурга. В 1914 році він став членом, а на початку 1917 року- головою Ради Індій. Займав посаду надзвичайного посланника і повноважного міністра в Токіо (1920–1922) і Вашингтоні.
З 1926 по 1931 рік де Графф був генерал-губернатором голландської Ост-Індії. Він намагався встановити етичний режим і задовольнити бажання поміркованих націоналістів. Однак відсутність підтримки з боку уряду змусила його подати у відставку.
Де Графф був міністром закордонних справ в другому і третьому уряді Колейна. Він проводив політику нейтралітету. В 1937 році він покинув посаду міністра і решту життя не займався політикою.

## Нагороди
Андріс Корнеліс Дірк де Графф був нагороджений:
- Офіцером ордену Оранських-Нассау (31 серпня 1909)
- Лицарем ордену Нідерландського лева (30 серпня 1913)
- Командором ордену Нідерландського лева (29 квітня 1930)
- Великим хрестом ордену Оранських-Нассау (10 вересня 1931)